# Euroliga da FIBA de 1993–94
A Euroliga da FIBA de 1993-94 (em inglês:  FIBA Europe League encurtado para FIBA Euroleague) foi a 37ª edição da competição de clubes profissionais de alto nível para clubes de basquetebol (agora denominada EuroLiga). A fase de Final Four da competição foi realizada na Arena Yad Eliyahu em Tel Aviv, Israel. Foi vencida pela equipe espanhola do 7Up Joventut que derrotou na grande final o Olimpiacos Pireu por um resultado de 59-57.

## Formato de competição
- 41 equipes (campeã da copa, campeã nacional e um número variável de outros clubes das principais ligas nacionais) disputaram eliminatórias em casa e fora. A pontuação total de ambos os jogos decidiu o vencedor.
- As dezesseis equipes restantes após as rodadas eliminatórias entraram na Etapa de Temporada Regular, divididas em dois grupos de oito equipes, jogando um round-robin. A posição final foi baseada em vitórias e derrotas individuais. No caso de empate entre duas ou mais equipes após a fase de grupos, os seguintes critérios foram usados para decidir a classificação final: 1) número de vitórias em jogos um-para-um entre as equipes; 2) média de cesta entre as equipes; 3) média geral da cesta dentro do grupo.
- As quatro melhores equipes de cada grupo após a Fase de Grupos da Temporada Regular se classificaram para o Playoff de quartas de final (X pares, melhor de 3 jogos).
- Os quatro vencedores dos Playoffs de quartas de final qualificaram-se para o Estágio Final ( Final Four ), que foi jogado em um local predeterminado.

## Primeira fase
| Equipe 1         | Total   | Equipe 2              | 1.º jogo | 2.º jogo |
| ---------------- | ------- | --------------------- | -------- | -------- |
| Universitatea    | 145–202 | RTI Minsk             | 74–94    | 71–108   |
| Rabotnički       | 152–135 | Tunsgram-Honvéd       | 73–61    | 79–74    |
| ASK Brocēni      | 203–190 | KTP                   | 110–92   | 93–98    |
| Pezinok          | 151–167 | Fidefinanz Bellinzona | 79–76    | 72–91    |
| Budivelnyk       | 143–170 | Guildford Kings       | 58–84    | 85–86    |
| Résidence        | 130–180 | USK Praha             | 67–94    | 63–86    |
| Kalev            | 0–40*   | Croatia Osiguranje    | 0–20     | 0–20     |
| Vllaznia         | 130–172 | SÜBA Sankt Pölten     | 60–94    | 70–78    |
| Hapoel Tel Aviv  | 150–162 | Benfica               | 83–75    | 67–87    |
| CSKA Moscou      | 150–154 | Smelt Olimpija        | 88–65    | 62–89    |
| Canoe Jeans EBBC | 172–165 | Śląsk Wrocław         | 87–82    | 85–83    |
| Keflavik         | 162–252 | Žalgiris              | 98–128   | 64–124   |
| Levski Sofia     | 178–174 | Achilleas             | 109–91   | 69–83    |

## Segunda fase
| Equipe 1              | Total   | Equipe 2             | 1.º jogo | 2.º jogo |
| --------------------- | ------- | -------------------- | -------- | -------- |
| RTI Minsk             | 88–127  | FC Barcelona         | 88–107   | 0–20*    |
| Rabotnički            | 163–177 | Pau-Orthez           | 74–86    | 89–91    |
| ASK Brocēni           | 148–169 | 7up Joventut         | 79–81    | 69–88    |
| Fidefinanz Bellinzona | 180–194 | Clear Cantù          | 105–104  | 75–90    |
| Guildford Kings       | 151–149 | Hapoel Galil Elyon   | 86–78    | 65–71    |
| USK Praha             | 148–185 | Benetton Treviso     | 75–88    | 73–97    |
| Croatia Osiguranje    | 132–146 | Maes Pils            | 72–63    | 60–83    |
| SÜBA Sankt Pölten     | 156–179 | Cibona               | 78–85    | 78–94    |
| Benfica               | 163–154 | Smelt Olimpija       | 87–63    | 76–91    |
| Canoe Jeans EBBC      | 144–168 | Bayer 04 Leverkusen  | 84–83    | 60–85    |
| Žalgiris              | 132–134 | Efes Pilsen          | 60–77    | 72–57    |
| Levski Sofia          | 147–165 | Panathinaikos Atenas | 68–84    | 79–81    |

Automaticamente classificados para a fase de grupos

- CSP Limoges (campeão temporada anterior)
- Real Madrid Teka
- Buckler Bologna
- Olympiacos Pireu

## Temporada regular
|  | As quatro equipes melhor classificadas avançaram para as quartas de finais |

|    | Equipe              | J  | Pts | V  | D  | PF   | PA   |
| -- | ------------------- | -- | --- | -- | -- | ---- | ---- |
| 1. | Olympiacos Pireu    | 14 | 25  | 11 | 3  | 1047 | 897  |
| 2. | Real Madrid Teka    | 14 | 23  | 9  | 5  | 1123 | 978  |
| 3. | CSP Limoges         | 14 | 23  | 9  | 5  | 1013 | 979  |
| 4. | FC Barcelona        | 14 | 22  | 8  | 6  | 1132 | 1067 |
| 5. | Maes Pils           | 14 | 22  | 8  | 6  | 1040 | 1072 |
| 6. | Benetton Treviso    | 14 | 21  | 7  | 7  | 1085 | 1072 |
| 7. | Bayer 04 Leverkusen | 14 | 18  | 4  | 10 | 1022 | 1045 |
| 8. | Guildford Kings     | 14 | 14  | 0  | 14 | 889  | 1241 |

|    | Equipe               | J  | Pts | V  | D  | PF   | PA   |
| -- | -------------------- | -- | --- | -- | -- | ---- | ---- |
| 1. | Efes Pilsen          | 14 | 24  | 10 | 4  | 1005 | 957  |
| 2. | Panathinaikos Atenas | 14 | 23  | 9  | 5  | 1076 | 1024 |
| 3. | 7up Joventut         | 14 | 23  | 9  | 5  | 1116 | 1026 |
| 4. | Buckler Bologna      | 14 | 23  | 9  | 5  | 1139 | 1017 |
| 5. | Cibona Zagreb        | 14 | 23  | 9  | 5  | 1126 | 1069 |
| 6. | Benfica              | 14 | 19  | 5  | 9  | 1016 | 1093 |
| 7. | Pau-Orthez           | 14 | 17  | 3  | 11 | 1044 | 1155 |
| 8. | Clear Cantù          | 14 | 16  | 2  | 12 | 1011 | 1192 |

## Quartas de finais
| Equipe 1        | Agr. | Equipe 2             | 1º jogo | 2º jogo | 3º jogo |
| --------------- | ---- | -------------------- | ------- | ------- | ------- |
| Buckler Bologna | 1–2  | Olympiacos Pireu     | 77–64   | 69–89   | 62–65   |
| 7up Joventut    | 2–0  | Real Madrid Teka     | 88–69   | 71–67   |         |
| FC Barcelona    | 2–1  | Efes Pilsen          | 54–50   | 64–73   | 76–62   |
| CSP Limoges     | 1–2  | Panathinaikos Atenas | 75–68   | 48–59   | 73–87   |

## Final Four

### Semifinais
19 de abril, Arena Yad Eliyahu, Tel Aviv
| Equipe 1         | Resultado | Equipe 2             |
| ---------------- | --------- | -------------------- |
| Olympiacos Pireu | 77–72     | Panathinaikos Atenas |
| FC Barcelona     | 65–79     | 7up Joventut         |

### Decisão do 3º colocado
21 de abril, Arena Yad Eliyahu, Tel Aviv
| Equipe 1     | Resultado | Equipe 2             |
| ------------ | --------- | -------------------- |
| FC Barcelona | 83–100    | Panathinaikos Atenas |

### Final
21 de abril, Arena Yad Eliyahu, Tel Aviv
| Equipe 1         | Resultado | Equipe 2     |
| ---------------- | --------- | ------------ |
| Olympiacos Pireu | 57–59     | 7up Joventut |

| FIBA Euroliga de 1993–1994 Campeão |
| ---------------------------------- |
| 7up Joventut 1º Título             |

### Colocação final
|  | Equipe               |
|  | -------------------- |
|  | 7up Joventut         |
|  | Olympiacos Pireu     |
|  | Panathinaikos Atenas |
|  | FC Barcelona         |

## Ligações Externas
- 1993–94 FIBA European League
- 1993–94 FIBA European League

|}